# باشگاه فوتبال پی‌اچ‌سی زیبراس
باشگاه پمبروک هامیلتون زیبراس یک باشگاه فوتبال حرفه‌ای برمودایی مستقر در همیلتون است که در لیگ برتر برمودا شرکت می‌کند.

## افتخارات
- لیگ برتر برمودا: ۱۳ قهرمانی[۲]
- جام حذفی فرمودا: ۱۱ قهرمانی
- جام دوستی: ۱۳ قهرمانی